# Cartas a un joven poeta

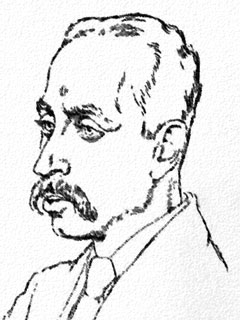
Original de Rilke realizado por Emil Orlik, 1917.

Cartas a un joven poeta es la muestra más difundida y más leída de todo el amplio trabajo epistolar que Rainer Maria Rilke desarrolló a lo largo de su vida.

## Contenido
Publicado por primera vez en 1929 en Leipzig, con el título Briefe an einen jungen Dichter, Es una colección de diez cartas escritas por el reconocido poeta Rainer María Rilke a un joven aspirante a escritor. Estas cartas escritas entre 1903 y 1908, ofrecen una oportunidad de reflexión sobre la naturaleza del arte, la creatividad y la vida en general. 
En Cartas a un joven poeta constituye el más hondo y entrañable mensaje, procedente de un poeta consagrado, para todos aquellos que sientan de un modo u otro la llamada de la poesía, del arte en general y de la vida misma. 

## Algunos momentos de la obra
Carta I: París, 17 de febrero de 1903
En esta misiva da una calurosa acogida a la correspondencia del joven Kappus, indicándole que la crítica y el proceso de revisión de poesía es un trabajo introspectivo, lo invita a buscar la motivación escritora en su interior, en – vuelva sobre sí mismo- dice Rilke.
Carta II: Viareggio, cerca de Pisa (Italia), 5 de abril de 1903
Una de las cartas más cortas de la correspondencia, aparentemente por el mal estado de salud del que Rilke continuamente sufre. En esta carta principalmente lo invita a evitar la ironía como recurso creativo, más bien lo exhorta a utilizarla de herramienta de comprensión del proceso de la vida, de lo que en ella sucede. Con ese fin menciona que cuando se vea inundado por la ironía haga un viaje hacia un mundo de cosas profundas donde raras veces la ironía llega y si hubiese el caso en que esta llegara, evaluara si este elemento es accidental y por lo tanto se desprendería y, si no, es algo innato de su ser.
Finalmente le hace saber la importancia de la Biblia y las obras de Jens Peter Jacobsen en su vida.
Carta III: Viareggio, 23 de abril de 1903
Continúa con el tema con el cual concluyó la carta anterior sobre la importancia y gusto literario que él encuentra en las obras de Jacobsen. Luego refiriéndose al arte de esos textos, cambia sutilmente para dar una opinión sobre el arte y la ocupación del ser artista, sobre la vida de un artista y las actitudes que debe tomar sobre la crítica, a la cual pide se le preste poca atención pues el arte es distante de la razón, mientras que solo el amor es quien puede ayudar a su comprensión. Define la vida del artista como un proceso que no puede estar sujeto a ningún tipo de medidas (temporales o cuantitativas). Permitiendo con paciencia que las impresiones, impulsos, deseos e imágenes se vayan clarificando y tomando forma en la mente del creador. Se presenta cierta mención a Ricardo Dehmel dado que Rilke desea ejemplificar con sus textos, que tan cerca están para él, lo artístico y lo sexual, y el dolor y el placer que son una misma sensación de ansiedad y aventura.
Carta V: Roma, 29 de octubre de 1903
En el primer tema de la misiva Rilke relata las razones de su viaje a Roma, y posteriormente le relata la belleza de las construcciones del arte y el ambiente sabio y culto de la ciudad. Finaliza con una mención sobre el destino de las obras que Kappus le envió a Rilke.
Carta VI: Roma, 23 de diciembre de 1903
Su tema casi exclusivo, es la soledad, su grandeza y sus dificultades. La necesidad de soportarla con firme actitud, eludiendo la corrida hacia quien nos la borre en un diálogo anodino. Se habla del valor de su cuidado y de la necesidad de protegerla para acercarnos al encuentro de nosotros mismos. Se habla del retorno a la infancia, en que la soledad era el temple habitual, porque para ella el mundo de los adultos era siempre distante y marchito y sobrecargado –naturalmente- de convencionalismos. Los primeros años son siempre ajenos a todo adocenamiento y el poeta –el hombre esencial para muchos pensadores- debe conservarlos como su mayor riqueza... Así dice Rilke a Kappus: no es la vida de cadete o de oficial la única vacua y carente de importancia o de significación. Todo trabajo obligado, toda ocupación irrecusable, significan un desgraciado alejamiento del centro de lo humano. El peligro está en “el mundo cotidiano y alienante del trabajo”... En el bullicio y en el estrépito en medio de los cuales tienen que transcurrir muchas de nuestras horas... Desgraciadamente, qué poco tiene que decir -acaso- esta obrita a generaciones ganadas por la era tecnológica, carentes de oídos para escuchar y entender su "mensaje". Una multitud acaso extraviada, alejada de sí, de todo sentimiento de hondura y de Dios -o de lo sagrado-, o de la posibilidad misma de su problema. De ese Dios que tal vez todavía no haya sido, y que está adelante, en el porvenir. Idea del Dios futuro, que también está en Heidegger.